# St. Marien (Wiedenbrück)

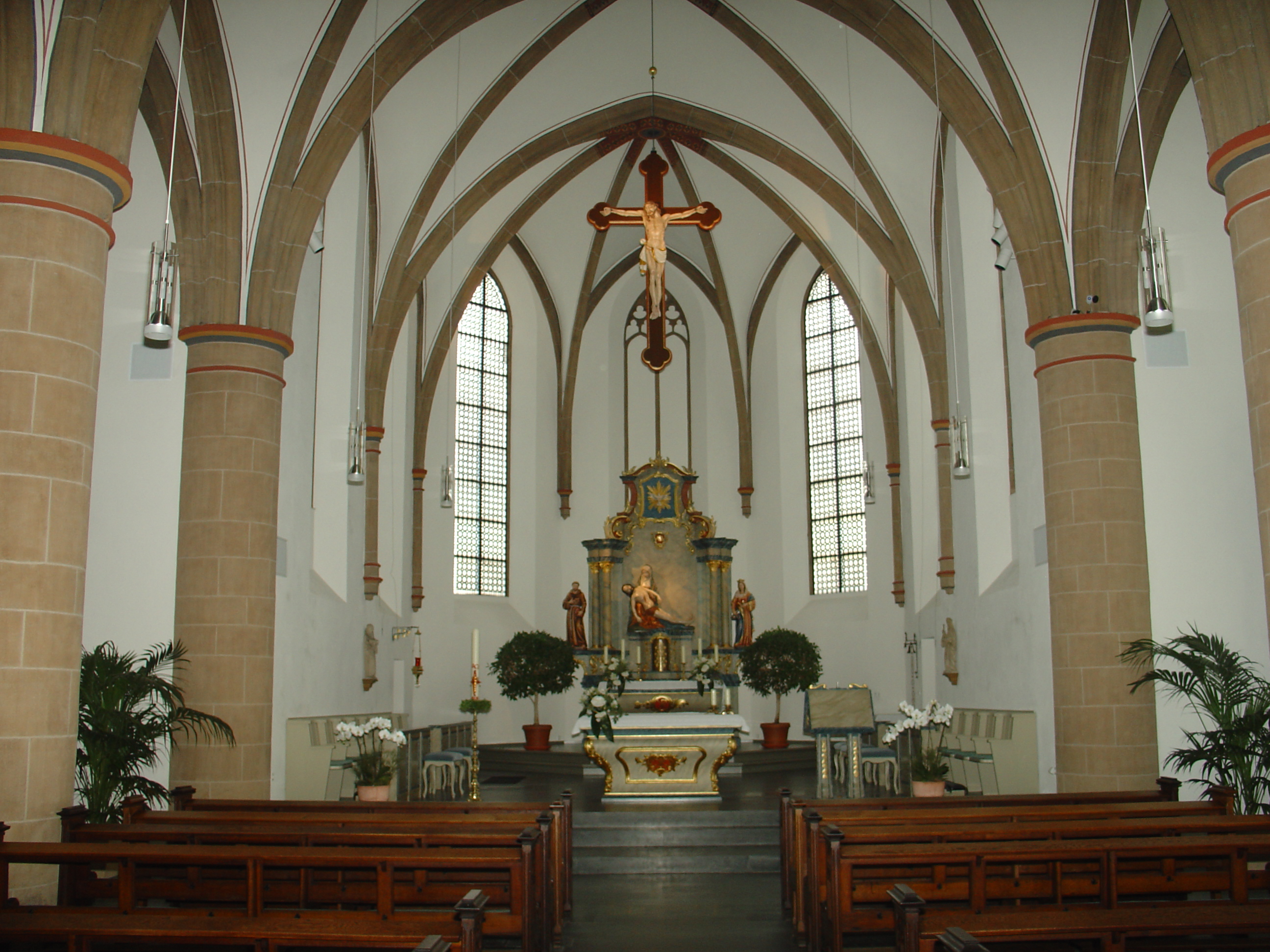
Innenansicht

St. Ursula (Marienkirche) ist eine römisch-katholische Kirche im Wiedenbrücker Stadtteil von Rheda-Wiedenbrück.
Sie trägt das Doppelpatrozinium der heiligen Ursula und der schmerzhaften Mutter Maria. Die Kirche gehört zur Pfarrei St. Aegidius, wurde aber von den Franziskanern des angeschlossenen Klosters bis zu deren Wegzug betreut.
Den Wiedenbrücker Bürgern ist die Kirche wegen des angeschlossenen Klosters der Franziskaner auch unter den Bezeichnungen Franziskanerkirche oder Paterskirche geläufig.
Dagegen wird der Name St. Ursula nur noch selten verwendet.

## Geschichte
- Die heutige Marienkirche wurde 1470 auf den Resten einer romanischen Kirche aus dem 12. Jahrhundert erbaut.
- Zu Beginn der Gegenreformation wurde sie von den Jesuiten genutzt.
- Ab 1644 wurde die Kirche durch den Osnabrücker Fürstbischof den Franziskanern überlassen.
- 1740 Anbau der Beichtkapelle und der Sakristei.
- 1940/1942 Auf Beschluss der Reichsregierung werden alle Bronzeglocken für die Rüstungsindustrie beschlagnahmt. Nur die kleinste Glocke (Kleppglocke von 1645) verbleibt der Kirche. Sie ist bis nach dem Krieg die einzige Kirchenglocke in ganz Wiedenbrück.
- 2008 Innenrenovierung
- 2010 Außenrenovierung
- 2010/2011 Umgestaltung des Kirchenvorplatzes

## Architektur
Die Kirche wurde im spätgotischen Stil als kleine dreischiffige Hallenkirche gebaut.
Mit nur etwa 19 × 13 m ist sie relativ klein und breiter als lang.

## Ausstattung
- Eine holzgeschnitzte Pietà von etwa 1500, die jeweils im Mai und September eines Jahres das Ziel zahlreicher Pilgergruppen ist.
- Marienaltar (von den Jesuiten errichtet) von 1628 an der Südseite und Annenaltar (franziskanisch) von 1645 an der Nordseite.
- Der Kreuzweg aus den Jahren 1911/1912 stammt von Heinrich Repke.
- Ursulafenster im Turm

### Orgel
Die Orgel wurde 1895 von dem Orgelbauer Friedrich Fleiter (Münster) erbaut. Das Instrument hat 22 Register auf zwei Manualen und Pedal. Die Spieltrakturen sind mechanisch.
| I. Manual C– |                |       |
| 1.           | Prinzipal      | 8′    |
| 2.           | Flaute         | 8′    |
| 3.           | Oktave         | 4′    |
| 4.           | Traversflöte   | 4′    |
| 5.           | Piccolo        | 2′    |
| 6.           | Sesquialter II | 2 ⁄3′ |
| 7.           | Mixtur IV      | 1 ⁄3′ |
| 8.           | Trompete       | 8′    |

| II Manual C– |                |       |
| 9.           | Liebl. Gedackt | 8′    |
| 10.          | Salizional     | 8′    |
| 11.          | Prinzipal      | 4′    |
| 12.          | Hohlflöte      | 5′    |
| 13.          | Oktävlein      | 2′    |
| 14.          | Quinte         | 1 ⁄3′ |
| 15.          | Zimbel III     | 1⁄3′  |
| 16.          | Vox humana     | 8′    |
|              | Tremulant      |       |

| Pedal C– |           |     |
| 17.      | Violon    | 16′ |
| 18.      | Subbass   | 16′ |
| 19.      | Oktavbass | 8′  |
| 20.      | Gedackt   | 8′  |
| 21.      | Piffaro   | 4′  |
| 22.      | Posaune   | 16′ |